# Ozeanienmeisterschaften im Gewichtheben 2008
Die 26. Ozeanienmeisterschaften im Gewichtheben (englisch 2008 Oceania Senior Weightlifting Championships) fanden vom 27. bis 30. März 2008 in der neuseeländischen Stadt Auckland statt und wurden in acht Gewichtsklassen der Männer sowie sieben Klassen der Frauen durchgeführt. Die bessere Platzierung erreicht, wer innerhalb einer Gewichtsklasse die größte Last bewältigt, gezählt wird dabei in jeder Disziplin der schwerste gelungene Versuch. Für den Zweikampf wird jeweils der beste Versuch der beiden Einzeldisziplinen gewertet. Sollten mehrere Athleten die gleiche maximale Last gehoben haben, ist der nach Körpergewicht leichtere Athlet besser platziert.

## Ergebnisse

### Männer
| Disziplin          | Gold              | Gold             | Silber            | Silber           | Bronze                | Bronze           |
| Klasse bis 56 kg   | Klasse bis 56 kg  | Klasse bis 56 kg | Klasse bis 56 kg  | Klasse bis 56 kg | Klasse bis 56 kg      | Klasse bis 56 kg |
| ------------------ | ----------------- | ---------------- | ----------------- | ---------------- | --------------------- | ---------------- |
| Reißen             | Starron Dowabobo  | 90 kg            | Leo Kivave        | 80 kg            | Mathew Madsen         | 78 kg            |
| Stoßen             | Starron Dowabobo  | 120 kg           | Leo Kivave        | 102 kg           | Avantha Hewavitharana | 99 kg            |
| Zweikampf          | Starron Dowabobo  | 210 kg           | Leo Kivave        | 182 kg           | Avantha Hewavitharana | 175 kg           |
| Klasse bis 62 kg   |                   |                  |                   |                  |                       |                  |
| Reißen             | Manuel Minginfel  | 120 kg           | Cody Cole         | 101 kg           | Steven Kakuna Kari    | 90 kg            |
| Stoßen             | Manuel Minginfel  | 160 kg           | Cody Cole         | 124 kg           | Steven Kakuna Kari    | 120 kg           |
| Zweikampf          | Manuel Minginfel  | 280 kg           | Cody Cole         | 225 kg           | Steven Kakuna Kari    | 210 kg           |
| Klasse bis 69 kg   |                   |                  |                   |                  |                       |                  |
| Reißen             | Mark Spooner      | 131 kg           | Ika Aliklik       | 117 kg           | Toafitu Perive        | 103 kg           |
| Stoßen             | Mark Spooner      | 153 kg           | Tekaei Temake     | 143 kg           | Ika Aliklik           | 140 kg           |
| Zweikampf          | Mark Spooner      | 284 kg           | Ika Aliklik       | 257 kg           | Tekaei Temake         | 246 kg           |
| Klasse bis 77 kg   |                   |                  |                   |                  |                       |                  |
| Reißen             | Yukio Peter       | 135 kg           | Benjamin Turner   | 130 kg           | David Sarkisian       | 130 kg           |
| Stoßen             | Yukio Peter       | 180 kg           | Benjamin Turner   | 165 kg           | David Sarkisian       | 160 kg           |
| Zweikampf          | Yukio Peter       | 315 kg           | Benjamin Turner   | 295 kg           | David Sarkisian       | 290 kg           |
| Klasse bis 85 kg   |                   |                  |                   |                  |                       |                  |
| Reißen             | Richie Patterson  | 135 kg           | Uati Maposua      | 135 kg           | Matthew Williams      | 132 kg           |
| Stoßen             | Richie Patterson  | 175 kg           | Uati Maposua      | 171 kg           | Faavae Faauliuli      | 170 kg           |
| Zweikampf          | Richie Patterson  | 310 kg           | Uati Maposua      | 306 kg           | Faavae Faauliuli      | 300 kg           |
| Klasse bis 94 kg   |                   |                  |                   |                  |                       |                  |
| Reißen             | Maxwell Dal Santo | 135 kg           | Tia Falesuani     | 128 kg           | Jonathan Yoshida      | 125 kg           |
| Stoßen             | Maxwell Dal Santo | 170 kg           | Jonathan Yoshida  | 160 kg           | Jonathan Selkirk      | 157 kg           |
| Zweikampf          | Maxwell Dal Santo | 305 kg           | Jonathan Yoshida  | 285 kg           | Tia Falesuani         | 283 kg           |
| Klasse bis 105 kg  |                   |                  |                   |                  |                       |                  |
| Reißen             | Eleei Ilalio      | 150 kg           | Stanislav Chalaev | 138 kg           | Robert Galsworthy     | 136 kg           |
| Stoßen             | Eleei Ilalio      | 185 kg           | Stanislav Chalaev | 176 kg           | Robert Galsworthy     | 163 kg           |
| Zweikampf          | Eleei Ilalio      | 335 kg           | Stanislav Chalaev | 314 kg           | Robert Galsworthy     | 299 kg           |
| Klasse über 105 kg |                   |                  |                   |                  |                       |                  |
| Reißen             | Itte Detenamo     | 169 kg           | Damon Kelly       | 165 kg           | Samuel Raphael Pera   | 145 kg           |
| Stoßen             | Damon Kelly       | 213 kg           | Itte Detenamo     | 208 kg           | Samuel Raphael Pera   | 190 kg           |
| Zweikampf          | Damon Kelly       | 378 kg           | Itte Detenamo     | 377 kg           | Samuel Raphael Pera   | 335 kg           |

### Frauen
| Disziplin         | Gold              | Gold             | Silber             | Silber           | Bronze             | Bronze           |
| Klasse bis 48 kg  | Klasse bis 48 kg  | Klasse bis 48 kg | Klasse bis 48 kg   | Klasse bis 48 kg | Klasse bis 48 kg   | Klasse bis 48 kg |
| ----------------- | ----------------- | ---------------- | ------------------ | ---------------- | ------------------ | ---------------- |
| Reißen            | Vivian Lee        | 60 kg            | Kathleen Hare      | 55 kg            | Utako Aliklik      | 55 kg            |
| Stoßen            | Vivian Lee        | 81 kg            | Kathleen Hare      | 77 kg            | Utako Aliklik      | 77 kg            |
| Zweikampf         | Vivian Lee        | 141 kg           | Kathleen Hare      | 132 kg           | Utako Aliklik      | 132 kg           |
| Klasse bis 53 kg  |                   |                  |                    |                  |                    |                  |
| Reißen            | Dika Toua         | 80 kg            | Nadeene Latif      | 61 kg            | Gloria Kimbu       | 60 kg            |
| Stoßen            | Dika Toua         | 110 kg           | Nadeene Latif      | 78 kg            | Gloria Kimbu       | 70 kg            |
| Zweikampf         | Dika Toua         | 190 kg           | Nadeene Latif      | 139 kg           | Gloria Kimbu       | 130 kg           |
| Klasse bis 58 kg  |                   |                  |                    |                  |                    |                  |
| Reißen            | Seen Lee          | 92 kg            | Wendy Hale         | 75 kg            | Monalisa Kassman   | 50 kg            |
| Stoßen            | Seen Lee          | 106 kg           | Wendy Hale         | 90 kg            | Monalisa Kassman   | 75 kg            |
| Zweikampf         | Seen Lee          | 198 kg           | Wendy Hale         | 165 kg           | Monalisa Kassman   | 125 kg           |
| Klasse bis 63 kg  |                   |                  |                    |                  |                    |                  |
| Reißen            | Jacquie White     | 84 kg            | Rita Kari          | 75 kg            | Alexandrina Patris | 72 kg            |
| Stoßen            | Rita Kari         | 107 kg           | Alexandrina Patris | 100 kg           | Jacquie White      | 98 kg            |
| Zweikampf         | Rita Kari         | 182 kg           | Jacquie White      | 182 kg           | Alexandrina Patris | 172 kg           |
| Klasse bis 69 kg  |                   |                  |                    |                  |                    |                  |
| Reißen            | Guba Hale Mea     | 75 kg            | Camilla Fogagnolo  | 75 kg            | Manu Ah Kuoi       | 68 kg            |
| Stoßen            | Camilla Fogagnolo | 100 kg           | Manu Ah Kuoi       | 95 kg            | Chantal Lambrech   | 87 kg            |
| Zweikampf         | Camilla Fogagnolo | 175 kg           | Manu Ah Kuoi       | 163 kg           | Guba Hale Mea      | 160 kg           |
| Klasse bis 75 kg  |                   |                  |                    |                  |                    |                  |
| Reißen            | Mary Opeloge      | 81 kg            | Amanda Philipps    | 78 kg            | Janelle Woolridge  | 72 kg            |
| Stoßen            | Mary Opeloge      | 105 kg           | Amanda Philipps    | 100 kg           | Janelle Woolridge  | 90 kg            |
| Zweikampf         | Mary Opeloge      | 186 kg           | Amanda Philipps    | 178 kg           | Janelle Woolridge  | 162 kg           |
| Klasse über 75 kg |                   |                  |                    |                  |                    |                  |
| Reißen            | Ele Opeloge       | 118 kg           | Jenna Myers        | 96 kg            | Narita Viliamu     | 90 kg            |
| Stoßen            | Ele Opeloge       | 151 kg           | Narita Viliamu     | 120 kg           | Jenna Myers        | 118 kg           |
| Zweikampf         | Ele Opeloge       | 269 kg           | Jenna Myers        | 214 kg           | Narita Viliamu     | 210 kg           |

## Medaillenspiegel
| Rang | Nation                             | Gold | Silber | Bronze | Gesamt | Teilnehmer |
| ---- | ---------------------------------- | ---- | ------ | ------ | ------ | ---------- |
| 1.   | Australien                         | 14   | 14     | 9      | 37     | 15         |
| 2.   | Samoa                              | 9    | 8      | 6      | 23     | 15         |
| 3.   | Nauru                              | 7    | 4      | 4      | 15     | 9          |
| 4.   | Papua-Neuguinea                    | 6    | 7      | 10     | 23     | 10         |
| 5.   | Neuseeland                         | 6    | 6      | 8      | 20     | 12         |
| 6.   | Föderierte Staaten von Mikronesien | 3    | —      | —      | 3      | 1          |
| 7.   | Salomonen                          | —    | 3      | —      | 3      | 3          |
| 8.   | Niue                               | —    | 1      | 2      | 3      | 5          |
| 8.   | Palau                              | —    | 1      | 2      | 3      | 1          |
| 10.  | Kiribati                           | —    | 1      | 1      | 2      | 7          |
| 11.  | Cookinseln                         | —    | —      | 3      | 3      | 3          |
| 12.  | Amerikanisch-Samoa                 | —    | —      | —      | —      | 3          |
| 12.  | Neukaledonien                      | —    | —      | —      | —      | 1          |
| 12.  | Tahiti                             | —    | —      | —      | —      | 4          |
| 12.  | Tonga                              | —    | —      | —      | —      | 3          |
| 12.  | Tuvalu                             | —    | —      | —      | —      | 1          |